# 야율이열
서요 인종 경황제 야율이열(西遼 仁宗 景皇帝 耶律夷列, ? ~ 1163년)은 서요의 제2대 황제(재위 : 1150년 ~ 1163년). 묘호는 인종(仁宗)이다. 서요의 경제(景帝)라고도 불린다.

## 생애
1143년 아버지 야율대석이 57세에 사망했을 때는 아직 어렸기 때문에, 어머니 감천태후 소탑불연(感天太后 蕭塔不煙)이 수렴청정을 하였다. 그리고 1150년에 어머니 감천태후가 수렴청정을 그만두자, 여동생 승천태후 야율보속완(承天太后 耶律普速完)이 보좌를 하였다. 야율이열은 여성에게 실권을 지게하는 등 왕위에 올라온 것을 싫어했던 군주로 추측된다. 재위 20년(감천태후의 섭정 포함)에 사망하였다.

## 가족 관계

### 자녀
- 아들 : 만왕 야율모(蛮王 耶律某)
- 아들 : 말제 야율직로고(耶律直魯古)

| 전 임 서요 덕종 | 제2대 서요의 황제 1150년 ~ 1163년 | 후 임 서요 말제 |